# Everybody (chanson de Madonna)
Vous lisez un « bon article » labellisé en 2010.  Il fait partie d'un « bon thème ».
Pour les articles homonymes, voir Everybody.
Singles de Madonna
Burning Up
(1983)
Pistes de Madonna
Physical Attraction
(7)
Everybody est le premier single de la chanteuse américaine Madonna sorti le 6 octobre 1982 en 45 tours et maxi 45 tours. Il apparaît ensuite sur l'album Madonna en 1983.
La chanson de style pop-dance-électro-disco connaît le succès uniquement dans les discothèques américaines et se classe numéro 3 au Billboard Hot Dance/Club Play Chart. La chanson est produite par le DJ new-yorkais Mark Kamins et écrite par Madonna.
Le titre est joué pour la première fois à la Danceteria, une boîte de nuit new-yorkaise où la démo coproduite avec Stephen Bray est « donnée » à Mark Kamins, le DJ du club. La chanson sort sous forme de vinyle le 6 octobre 1982 aux États-Unis. La pochette représente un collage de scènes de rue de New York et jusque-là les auditeurs pensent encore que Madonna est une chanteuse disco noire.
Réalisé avec un très petit budget (500 $), le clip vidéo de la chanson a permis à Madonna de se faire reconnaître dans tout le pays et de faire la promotion de son disque. Ce clip est tourné lors d'une représentation en direct dans une boîte de nuit, Madonna y chante Everybody accompagnée de ses danseurs devant le public.
Madonna n'a interprété Everybody que lors de trois tournées : le Virgin Tour (1985), le Girlie Show (1993), le Celebration Tour (2023-2024). Malgré tout, elle semble très attachée à cette chanson si bien qu'elle en fait un petit clin d’œil pour l'ouverture du Blond Ambition Tour en 1990 pour son entrée en scène sur Express Yourself, qu'elle la chante lors du MDNA Tour en 2012 pour fêter le 30e anniversaire de sa sortie, et qu'elle le rechante également dans un medley du Rebel Heart Tour (2015). Elle est incluse dans les compilations You Can Dance (1987), Thé Immaculate Collection (1990) et Celebration (2009).

## Genèse et sortie

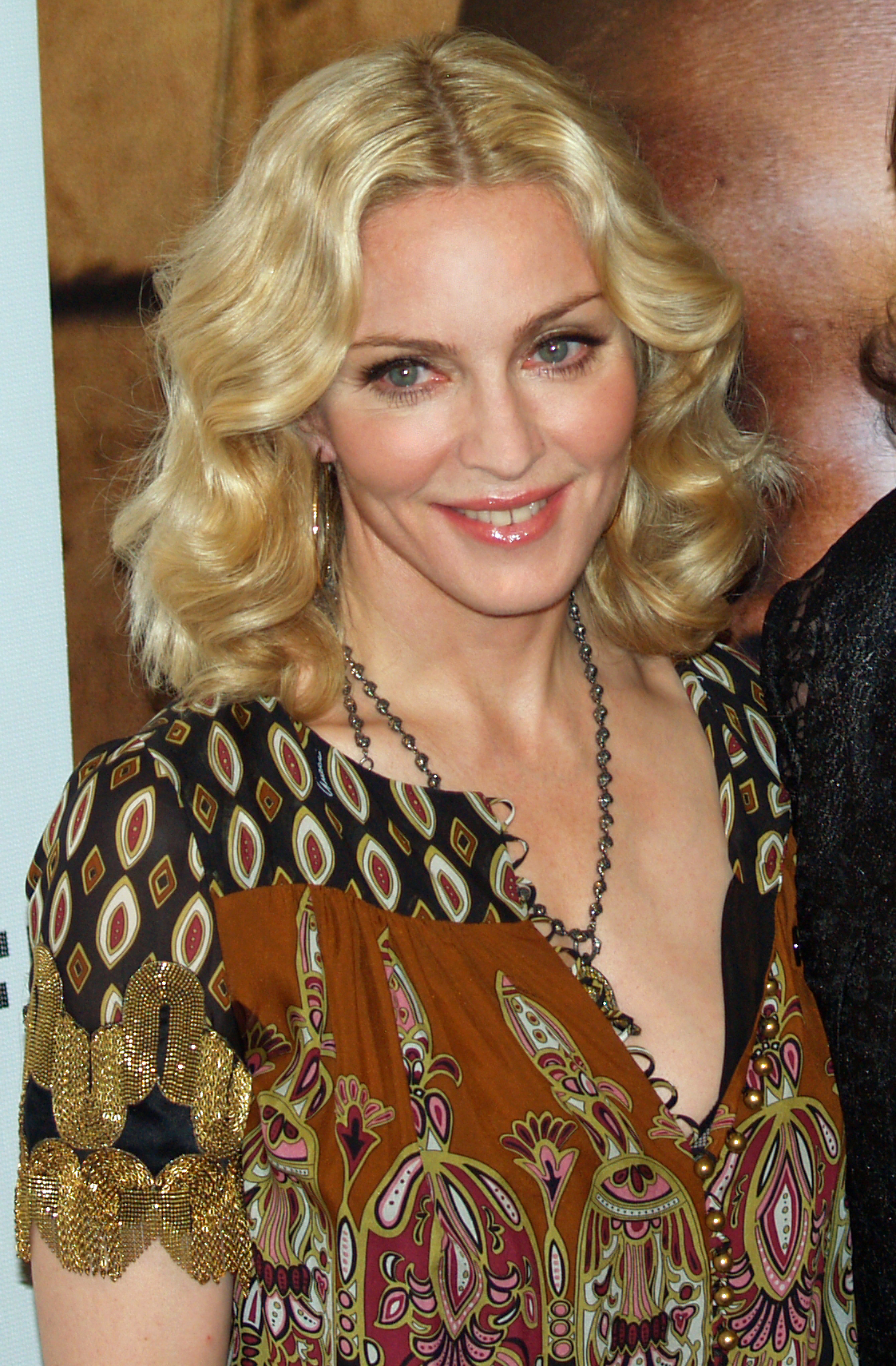
Everybody a permis à Madonna (ici en 2008) de se lancer dans une carrière musicale internationale.

En 1982, âgée de 23 ans, Madonna vit à New York et essaie de se lancer dans une carrière musicale. Elle est rejointe par Stephen Bray, son petit ami de Détroit, qui devient le batteur de son groupe, le Breakfast Club qui joue de la musique du genre hard rock. Après cette expérience, ils signent un contrat pour le label Gotham Records dans l'ambition de poursuivre vers un nouveau genre musical. Ils décident de continuer dans le genre funk mais Gotham Records n'étant pas satisfait de leurs aptitudes musicales, ils délaissent ce genre musical. Madonna et Bray quittent le groupe quelque temps plus tard. Pendant ce temps, Madonna écrit des chansons et développe ensuite, par ses propres moyens, les ébauches de quelques cassettes de trois de ses chansons, notamment Everybody, Ain't No Big Deal et Burning Up. À cette époque, elle fréquente la Danceteria à New York et c'est là qu'elle convainc le DJ Mark Kamins de jouer Everybody. La chanson reçoit une critique positive du public. Kamins décide de faire signer un contrat à Madonna dans l'idée de produire un single. Il la présente à Chris Blackwell, fondateur de Island Records, qui refuse de collaborer avec elle, ce qui les conduit à se rapprocher de Sire Records en 1982. Michael Rosenblatt, qui a travaillé à l'Artists and Repertoire de Sire, déclare que « Madonna est étonnante. Elle fera tout pour devenir une star, et c'est exactement ce que je recherche chez un artiste : une coopération totale… Avec Madonna, je savais que j'avais quelqu'un d'ardent et coopératif, alors j'ai projeté de construire sa carrière musicale avec des singles, plutôt que de sortir d'abord un album qui risquait de ne pas marcher ».
Rosenblatt avance Madonna de 5 000 $ plus 10 000 $ de redevances pour chaque chanson qu'elle écrit. En avril 1982, Madonna signe finalement un contrat pour sortir deux Maxi 45 tours au président de Sire, Seymour Stein, qui est impressionné par son chant, après avoir écouté Everybody dans un hôpital de Lenox Hill où il est admis. La version Maxi 45 tours de Everybody est produite par Mark Kamins qui a une relation amoureuse avec la chanteuse à cette époque. Il reprend la production de Stephen Bray. Le nouvel enregistrement a lieu le 24 avril 1982 et dure 5 min 56 s d'une face et 9 min 23 s sur la deuxième face pour l'autre version. Ils financent l'enregistrement du single sur leurs propres fonds. Arthur Baker, un ami de Mark Kamins, le guide vers la profession de producteur de musique et lui présente Fred Zarr, un joueur de clavier. En raison du faible budget, l'enregistrement est difficile car Madonna ne s'entend pas avec la direction de Kamins et lui-même doit faire face à des problèmes. Il est tout d'abord décidé que la chanson Ain't No Big Deal soit la face A mais celle-ci ne rencontre pas le succès auquel tout le monde s'attend. Rosenblatt choisit ensuite de sortir Everybody sur la face A et Ain't No Big Deal de l'autre côté mais change d'avis après avoir écouté l'enregistrement de la chanson et décide de mettre une deuxième de la chanson de l'autre côté. Le single, est finalement commercialisé en octobre 1982.
En décembre de la même année, le titre sort en Europe, des singles sont pressés en Angleterre, France, Belgique, Italie et en Espagne. Chacun de ces supports, qui contient d'ailleurs une version instrumentale de la chanson, est devenu une pièce de collection très rare et se vend à plus de 100 euros de nos jours[Quand ?].

## Description musicale
La chanson commence par le son d'un synthétiseur suivi d'une introduction dans lequel on entend Madonna parler et reprendre son souffle. Dans cette chanson, la voix de Madonna s'inspire du genre Bubblegum pop, dans lequel la voix est doublée. La chanson est écrite en la mineur et la mélodie commence en fa dièse et augmente le degré de seconde échelle sur la syllabe « bo » de « Everybody », qui met ainsi en évidence le refrain qui suit la progression d'accords sol, la, si et la. Everybody s'inspire de certaines mesures du R&B. Lors de la promotion de la chanson, Sire Records met en avant l'aspect « soul » de cette chanson dance pour le public noir afin que la chanson puisse entrer dans les charts. Madonna est prise alors pour une chanteuse afro-américaine. À New York, la chanson est diffusée par la radio WKTU qui a une audience afro-américaine. Pour la couverture du single, Sire Records préfère un collage de plusieurs images de Lower Manhattan plutôt qu'une photo de la chanteuse, ce qui perpétue le fait que les gens pensent encore que Madonna est afro-américaine.

## Accueil commercial

### Critiques de la presse
Lors d'une interview, Madonna parle de la première audition de Everybody à la radio : « Je vivais dans le Upper West Side, au croisement de la 99e rue et de Riverside Drive, aux alentours de 7 h du soir, j'écoutais la radio dans ma chambre, j'étais sur WKTU et j'ai entendu Everybody. Je me suis dit : « Oh, mon Dieu, il s'agit de ma chanson ». C'était une sensation incroyable ».
Dans son livre The Complete Guide to the Music of Madonna, Rikky Rooksby note que la chanson termine l'album Madonna sur un bémol. Il la qualifie de musique artificielle, répétitive et qui manque d'inspiration. Don Shewey de Rolling Stone ajoute que, « au début, Everybody ne ressemble pas à grand-chose. Puis vous remarquez que l'un des traits qui le distingue, c'est ce hoquet de jeune fille que la chanteuse utilise encore et encore jusqu'à ce que ça devienne infernal. Enfin, vous succombez, vous commencez à regarder avec intérêt ce qui vous attire stupidement dans sa voix ». Bill Lamb du site d'information About.com déclare que les chansons de l'album possèdent « d'irrésistibles hooks pop ». J. Randy Taraborelli, auteur d'une biographie sur Madonna, considère la chanson comme un appel rythmique pour faire la fête. Santiago Fouz-Hernández loue, dans son livre Madonna's Drowned Worlds, le refrain de la chanson, il estime que seuls Everybody et Music définissent son crescendo artistique.

### Succès commercial
Everybody n'entre pas dans le Billboard Hot 100 aux États-Unis. La chanson atteint la septième place du Billboard's Bubbling Under Hot 100 Singles soit l'équivalent de la 107e place du Billboard Hot 100,. Toutefois, la chanson entre rapidement dans les hit-parades dance ; c'est la première chanson de Madonna qui se place dans le Billboard's Hot Dance Club Songs, elle y atteint la troisième place. Depuis sa sortie, le single s'est vendu à 250 000 exemplaires. La popularité de la chanson permet ensuite à Madonna de poser pour la couverture d'un magazine. Dans le numéro de Dance Music Report de décembre, Madonna ainsi qu'un autre groupe (Jekyll and Hyde), sont nommés pour un prix dans la catégorie « meilleures ventes ». Une photo de Madonna apparaît alors sur la couverture. Le succès du titre ne franchira pas les frontières américaines.

## Clip vidéo
Lorsque Sire Records lance Everybody sur le marché, beaucoup de gens pensent que Madonna est noire. Le vidéo clip permet de lever cette méprise auprès du public. En ce qui concerne l'importance de la vidéo, Madonna dit : « Si je n'avais pas fait de clip, je ne pense pas que tous les enfants du Midwest me connaîtraient. Il prend la place du tourisme. Tout le monde le voit partout. Cela a vraiment beaucoup contribué au succès de mon album ».
Elle invite les dirigeants de Sire Records, y compris Seymour Stein et Rosenblatt, au Danceteria de New York. Elle y interprète Everybody sur la piste de danse, coiffée d'un chapeau haut-de-forme. Cette nuit-là, Haoui Montag, un ami de Madonna, la présente devant une foule de 300 personnes. Encouragés par eux, Madonna et ses danseurs interprètent leur chorégraphie, plus tard décrite comme « une chorégraphie de disco soutenue par ses danseurs avant-garde ». En voyant cette interprétation, ils réalisent que Madonna est époustouflante. Ils demandent une vidéo de Everybody pour l'envoyer aux discothèques qui projettent des clips dance comme animation.

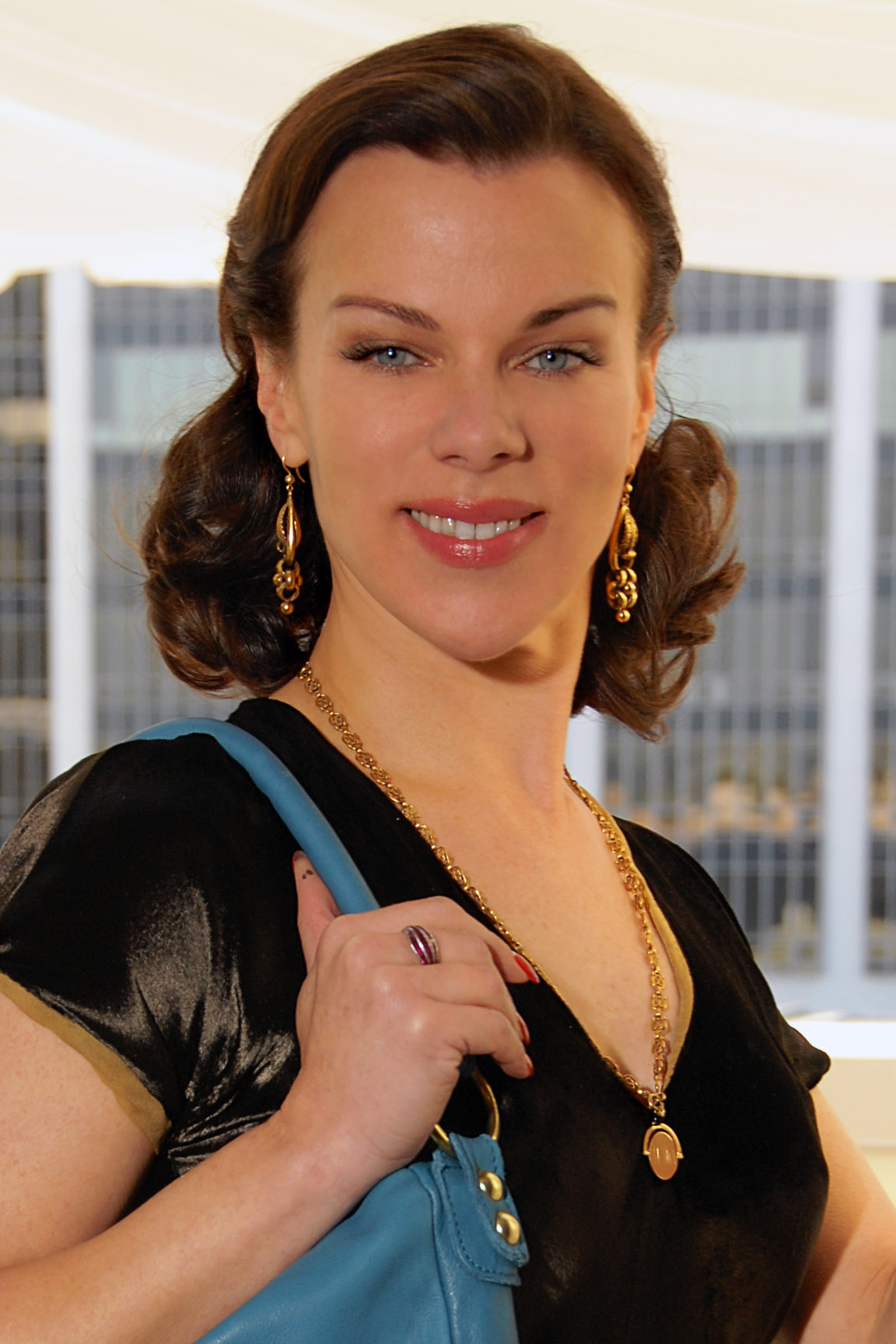
Debi Mazar (ici en 2009), une amie de Madonna qui a participé à la création du clip.

Rosenblatt contacte Ed Steinberg, qui dirige la société Rock America et lui demande s'il a un peu de temps pour réaliser une vidéo de Everybody avec Madonna sur scène pour sa prochaine interprétation au Danceteria. L'idée serait de lire la vidéo pour en faire la promotion à travers les États-Unis afin que les gens finissent par reconnaître une image de Madonna et de sa chanson. Rosenblatt avance Ed Steinberg de 1 000 $ pour la production du clip et des artistes comme Duran Duran et Michael Jackson financent l'apparition de six figurants dans la vidéo. La conception du clip coûtera 1 500 $. Le clip dirigé par Ed Steinberg, est une vidéo de Madonna au club Paradise Garage de New York. Produite avec un petit budget, c'est son frère qui en fait la chorégraphie, d'ailleurs présent en tant que danseur avec Erika Belle, une de ses amies de l'époque qui sera présente lors de ses prochaines tournées promotionnelles ainsi que pour les clips vidéo de Holiday, Lucky Star, Papa Don't Preach et True Blue. Une amie de Madonna, Debi Mazar s'occupe du maquillage et amène quelques-uns de ses amis pour représenter la foule y compris l'artiste de graffiti Michael Stewart. Steinberg est impressionné par le professionnalisme de Madonna sur scène et l'aide à envoyer des copies de la bande aux boîtes de nuit américaines. Cette promotion du clip aide la chanson à devenir un tube, d'abord à New York puis à l'échelle nationale. Le clip est diffusé pour la première fois en octobre 1982 quelques jours après la sortie du single.
La vidéo commence avec Madonna et ses deux danseurs dans un club tandis que les lumières clignotent dans le fond. Les prises de vue continuent tout en intercalant des gros plans sur la chanteuse en train de danser, elle porte un manteau et des bijoux de pacotille. Dans son livre Media Culture: Cultural Studies, Identity, and Politics Between the Modern and the Postmodern, Douglas Kellner remarque que déjà dans son premier clip, elle a construit une image mêlant la mode et le sexe, la présentant à la fois comme un objet sexuel et une transgresseuse des normes déjà établies. Le groupe Fab Five Freddy se souvient que le clip de Madonna « attire ceux qui sont plus proches de la rue, plus futés, qui ont bon goût ».

## Interprétations scéniques

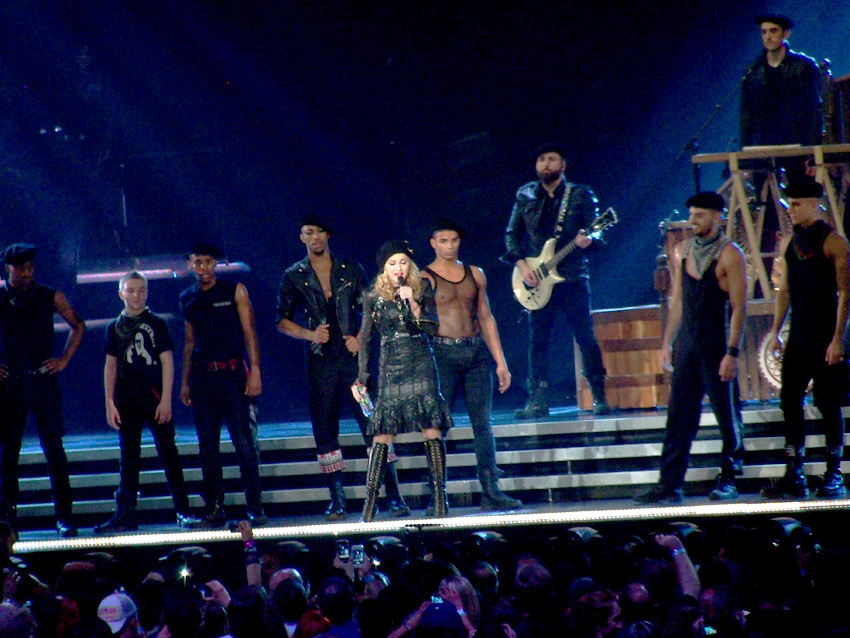
Pendant son en en 2012, Madonna a interprété en lors de son concert à San José pour fêter les 30 ans de la sortie de la chanson.

Madonna interprète Everybody sur scène pour la première fois en 1985, lors du Virgin Tour et pour clôturer le Girlie Show Tour. Dans The Virgin Tour, à la fin de l'interprétation de Into The Groove, Madonna prend le micro et danse sur scène tout en chantant Everybody. Cette prestation est disponible dans la vidéo Live: The Virgin Tour. Madonna chante une partie de sa chanson Dance and sing, get up and do your thing avant de débuter Express Yourself lors du Blond Ambition Tour,.
Dans le Girlie Show, Everybody sert de clôture du concert. La chanson suit Justify My Love. Le début contient le refrain de Everybody Is a Star des Sly and The Family Stone. Au fur et à mesure que la chanson avance, des extraits de Dance to the Music, After the Dance et It Takes Two sont ajoutés. Jon Pareles, du journal The New York Times, complimente l'interprétation en disant : « le final du concert est carrément honorable, avec les danseurs en jeans et hauts blancs, qui invite le public à danser sur Everybody, c'est juste un bon moment de dance et non une provocation ».

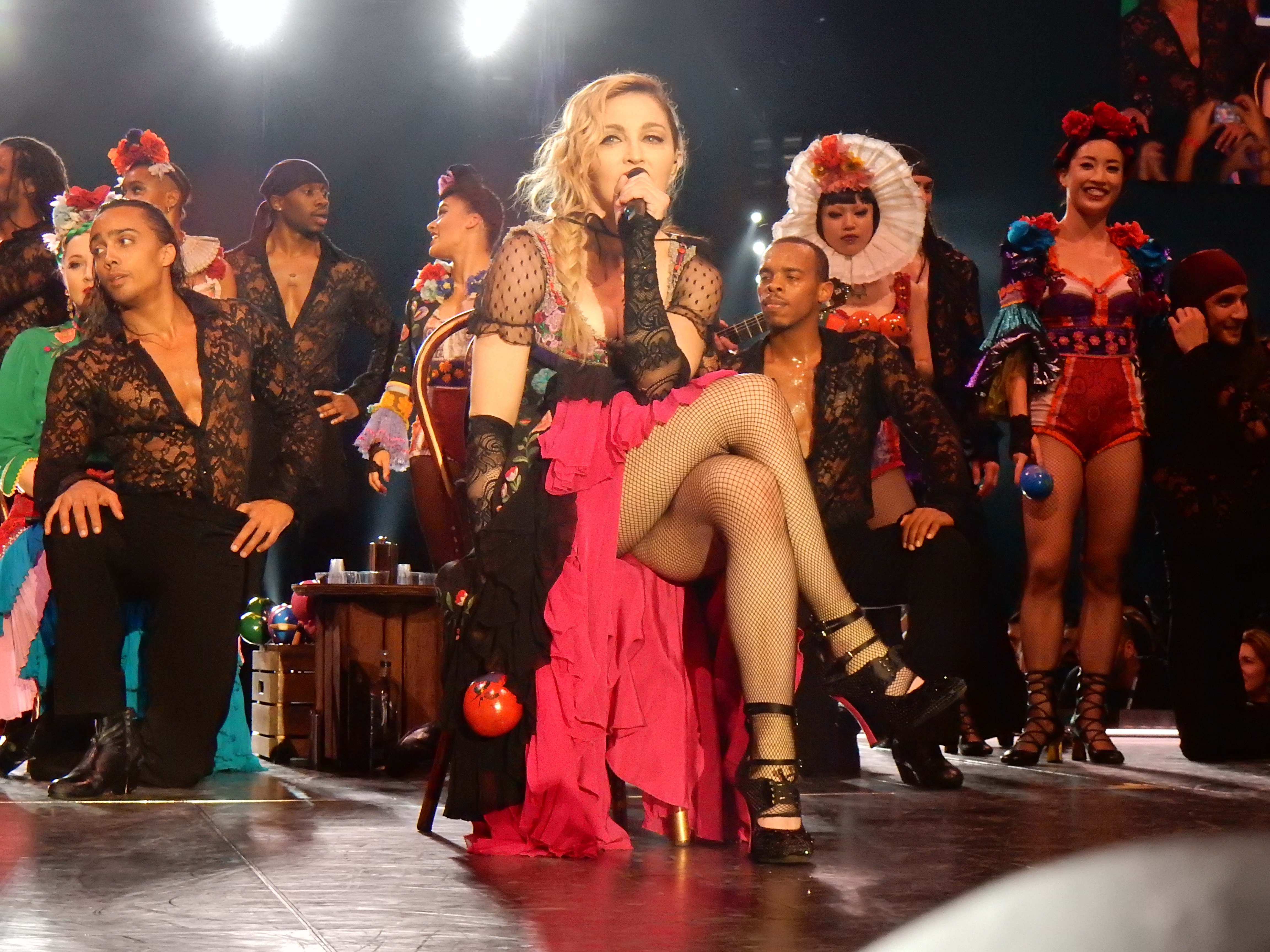
Madonna a inclus en dans un en pendant les premières dates du en en 2015.

Madonna chante aussi cette chanson durant le Coachella Festival en 2006 où elle fait la promotion de son album Confessions on a Dance Floor,. Elle interprète également cette chanson au Koko Club de Londres en novembre 2005, seulement trois mois après sa chute de cheval, mais avant de chanter, elle annonce : « J'ai l'impression de ne pas avoir été très en forme ces derniers temps, je n'aime pas les chutes de cheval alors je vais vous chanter une autre chanson ».
Le 22 novembre 2008, Madonna chante Everybody parce que le public l'a demandée au Atlantic City's Boardwalk Hall dans le cadre du Sticky & Sweet Tour. Le 6 octobre 2012, Madonna interprète Everybody lors du MDNA Tour à San Jose, afin de fêter les 30 ans de la sortie de la chanson. Elle déclare : « Aujourd'hui est un jour très spécial pour moi : c'est le 30e anniversaire de la sortie de mon premier single. Je me souviens du sentiment incroyable que j'ai ressenti lorsque je l'ai entendu pour la toute première fois à la radio. » Pour Aidin Vaziri du San Francisco Chronicle, « c'était un moment imprévu qui est devenu par surprise le meilleur moment du concert. ». Pour les premiers concerts du Rebel Heart Tour (2015), Madonna a intégré Everybody dans un pot-pourri aux sonorités flamenco qui incluait également Dress You Up, Into the Groove et Lucky Star.

## Production
- Madonna - chant, auteur
- Mark Kamins - producteur
- Butch Jones - synthétiseur
- Reggie Lucas - guitare, programmation de la batterie
- Fred Zarr - pianos électrique et acoustique
- Dean Gant - pianos électrique et acoustique
- Bobby Malach - saxophone ténor
- Ed Walsh - synthétiseur
- Gwen Guthrie - chœurs
- Brenda White - chœurs
- Chrissy Faith - chœurs

Source

## Versions du titre
| - Single 45 tours É.U. 1. Everybody – 5:56 2. Everybody (Version Dub) – 9:23 - Single 33 tours É.U. 1. Everybody – 3:58 2. Everybody (Instrumental) – 4:13 - Ré-édition CD Single allemande 1. Everybody (Version Album) - 4:55 2. Everybody (Version Dub - 8:58 | - Single 45 tours R.U. 1. Everybody – 6:16 2. Everybody (Version Dub) – 5:59 - Single 33 tours R.U. 1. Everybody – 3:20 2. Everybody (Version Dub) – 4:40 - Single Maxi 45 tours France/Italie, 1. Everybody - 5:56 2. Everybody (Instrumental) - 9:23 |